# Daren
Daren is een bestuurslaag in het regentschap Jepara van de provincie Midden-Java, Indonesië. Daren telt 4839 inwoners (volkstelling 2010).